# Cam (Gloucestershire)
Cam é uma pequena cidade e paróquia do distrito de Stroud, no condado de Gloucestershire, na Inglaterra. De acordo com o Censo de 2011, tinha 8162 habitantes. Tem uma área de 11,82 km².